# Ian McNeice
Ian McNeice, né le 2 octobre 1950 à Basingstoke (Hampshire, Angleterre), est un acteur britannique connu à l'échelle internationale. 
Sa formation d'acteur commence à l'école Taunton School dans le Somerset. Il reste ensuite deux ans au théâtre de Salisbury puis poursuit sa carrière théâtrale en jouant notamment quatre ans avec la Royal Shakespeare Company.
Il apparaît aussi au cinéma, comme dans Ace Ventura en Afrique (1995) aux côtés de Jim Carrey, et dans des séries télévisées, comme dans Rome (2005).

## Filmographie

### Cinéma
- 1984 : Top secret ! : le vendeur de souvenirs aveugle
- 1987 : Personal Services : Harry
- 1987 : The Lonely Passion of Judith Hearne : Bernard Rice
- 1987 : 84 Charing Cross Road : Bill Humphries
- 1988 : The Raggedy Rawney : The Farmer
- 1989 : Valmont : Azolan
- 1990 : La Maison Russie (The Russia House) : Merrydew, Embassy Rep.
- 1990 : 1871 : Prince of Wales
- 1990 : Secret Friends : Businessman
- 1992 : L'Année de la comète (Year of the Comet) : Ian
- 1992 : B and B : Horace Gilbert
- 1994 : Absolom 2022 : King
- 1995 : Ace Ventura en Afrique : Fulton Greenwall
- 1995 : L'Anglais qui gravit une colline mais descendit une montagne (The Englishman Who Went Up a Hill But Came Down a Mountain) : George Garrad
- 1995 : Les Drôles de Blackpool (Funny Bones) : Stanley Sharkey
- 1997 : Une vie moins ordinaire : Mayhew
- 1997 : La Beauté et la brute : Ira Grushinsky
- 1999 : La Cerisaie : Pishchik
- 1999 : The Auteur Theory : Maximilian Fair Brown
- 2000 : Les Neuf Vies de Tomas Katz (The Nine Lives of Tomas Katz) : L'inspecteur
- 2001 : From Hell : Robert Drudge
- 2001 : Vengeance secrète : Lewison
- 2001 : Potins mondains et Amnésies partielles (Town and Country) : Peter Principal
- 2001 : Le Tombeau : Docteur Sproul
- 2001 : Anazapta : Bishop
- 2002 : Amnèsia : Doug Chandler
- 2002 : The Rocket Post : Alex Miln
- 2003 : Star de père en fille (I'll Be There) : Graham
- 2003 : Blackball : Hugh The Sideburns
- 2003 : Chaos and Cadavers : Harry Kane
- 2004 : Bridget Jones : L'Âge de raison : Le maître du jeu
- 2004 : Le Tour du monde en quatre-vingts jours (Around the World in 80 Days), de Frank Coraci : Colonel Kitchener
- 2004 : Freeze Frame : Forensic Profiler Saul Seger
- 2005 : Oliver Twist de Roman Polanski : M. Limbkins
- 2005 : H2G2 : Le Guide du voyageur galactique : Kwaltz
- 2005 : La Voix des morts : Raymond Price
- 2006 : Le Dahlia Noir : Le coroner
- 2008 : Le Jour des morts (Day of the Dead) : D.J. Paul
- 2008 : Walkyrie : un général
- 2017 : Charles Dickens, l'homme qui inventa Noël (The Man Who Invented Christma) de Bharat Nalluri : Edward Chapman
- 2023 : Napoleon de Ridley Scott : Louis XVIII

### Télévision
- 1995 : Cadfael (épisode : L'apprenti du diable) : le chanoine Eluard.
- 1999 : La Nuit des fantômes (A Christmas Carol) de David Hugh Jones (téléfilm) : Albert Fezziwig
- 2000 : Dune (feuilleton TV) : Baron Vladimir Harkonnen
- 2001 : Conspiration (Conspiracy) de Frank Pierson : Dr Gerhard Klopfer
- 2001 : Les mystères du véritable Sherlock Holmes (épisode 4 : L'empire des os) : Haywood Donovan
- 2001 : Inspecteur Barnaby (saison 4, épisode 4) : Dr Oliver Burgess.
- 2002 : Le Rideau final (The Final Curtain) : Prêtre
- 2002 : Sydney Fox, l'aventurière (Relic Hunter) (série télévisée) : Lord Andrew
- 2003 : Les Enfants de Dune : Baron Vladimir Harkonnen
- 2004 : Frankenstein (mini-série) : Professeur Krempe
- 2005 : Rome (série télévisée) : Le crieur public
- 2010 et 2011 : Doctor Who (La Bête des bas-fonds, La Victoire des Daleks, La Pandorica s'ouvre, première partie et Le Mariage de River Song) (série télévisée) : Winston Churchill
- 2012 : Le Mystère d'Edwin Drood (The Mystery of Edwin Drood) de Diarmuid Lawrence : Thomas Sapsea